# Ема Уотсън
Ема Шарлът Дюеър Уотсън (на английски: Emma Charlotte Duerre Watson) е английска актриса и модел.
Известна е главно с ролята на Хърмаяни Грейнджър в поредицата от филми за Хари Потър. Уотсън получава ролята си в първия филм от нея, когато е на девет години, като преди това е играла само в училищни пиеси. От 2001 до 2011 тя участва като един от главните герои във всичките осем филма за Хари Потър, заедно с Даниел Радклиф и Рупърт Гринт. Работата ѝ в Хари Потър ѝ носи няколко награди и повече от 10 милиона паунда.
Участва в телевизионната адаптация на книгата „Балетни обувки“ и в анимационния филм Легендата за Десперо. „Балетни обувки“ е излъчен на 26 декември 2007 и е гледан от 5.2 милиона души, и „Легендата за Десперо“ по книгата на Кейт Дикамило, който е пуснат през 2008 г. печели повече от 86 милиона долара от продажби по целия свят.
Прави своя дебют на модната сцена за компанията Burberry при представянето на есенно-зимната колекция през 2009.

## Биография
Ема е родена в Париж. Родителите ѝ са Джакълийн Лесби и Крис Уотсън – и двамата британски адвокати. Уотсън има една френска баба и е живяла в Париж до 5 години. След развода на родителите ѝ̀, тя се премества заедно с майка си и по-малкия си брат в Оксфордшър.
От шестгодишна Ема иска да стане актриса, и за няколко години тя тренирала в Оксфордската катедра по театрално изкуство, временно училище, където е учила пеене, танцуване и актьорство. На десет години участва в няколко училищни пиеси, включително Артур: Ранните години и Щастливия принц, но никога не е участвала в професионални роли преди филмите за Хари Потър. „Нямах си и представа за мащаба на поредицата за Хари Потър“ казва тя в интервю за списание Parade.

## Кариера

### Хари Потър
През 1999 започва кастингът за Хари Потър и Философският камък – филмовата адаптация на най-продаваната книга на британския автор Джоан Роулинг. Кастинг агентите научават за Уотсън от учителката ѝ в Оксфорд, и били очаровани от нейната увереност. След осем прослушвания, продуцентът Дейвид Хейман казал на Ема и на Даниел Радклиф и Рупърт Гринт, че ще участват в ролите на училищните приятели Хърмаяни Грейнджър, Хари Потър и Рон Уизли. Роулинг подкрепила Уотсън на първите ѝ тестови снимки.
Пускането на „Хари Потър и Философският камък“ е дебютът на Уотсън пред камера. Филмът чупи рекорди по продажби още в първия ден и в първия уикенд и е най-прогресиращия филм за 2001. Критиците хвалят тримата главни актьори за тяхното изпълнение, като обект на признанието им често е Уотсън; „Дейли Телеграф“ описва представянето ѝ като „възхитително“, а IGN, казва че тя е „откраднала шоуто“. Уотсън е номинирана за пет награди от участието си във Философския камък, печелейки награда Млад актьор за водеща млада актриса.
Година по-късно Уотсън отново участва като Хърмаяни в „Хари Потър и Стаята на тайните“ – втората част от поредицата. Въпреки че филмът получава смесени отзиви, критиците дават положителни оценки за главните актьори. „Лос Анджелис Таймс“ казва, че Ема и връстниците ѝ са пораснали между филмите. Уотсън получава награда „Ото“ от списание Браво за участието ѝ във филма.
През 2004 година Уотсън участва в „Хари Потър и Затворникът от Азкабан“. Тя е благодарна, че ѝ е дадена по-силно изявена роля, като я окачествява като „харизматична“ и „фантастича роля за изпълнение“. Въпреки че критиците остро критикуват изпълнението на Радклиф като „вдървено“, те хвалят Уотсън; „Ню Йорк Таймс“ хвали изпълнението ѝ, казвайки че „За щастие слабото изпълнение на Радклиф се компенсира от силната изява на г-ца Уотсън. Хари може да показва неговото израстване в магиите, но Хърмаяни... обира големите аплодисменти заради немагическия удар и разкървяването на носа на Драко Малфой.“ Въпреки че „Хари Потър и Затворникът на Азкабан“ остава най-слабия филм от поредицата, изпълнението на Уотсън ѝ печели две награди „Ото“ и Най-добро детско изпълнение на годината от британското филмово списание Total Film.
През 2005 година излиза „Хари Потър и Огненият бокал“. Филмът чупи рекорди още в първия уикенд след премиерата. Критиците хвалят зрелостта на Уостън и останалите звезди, които вече са тийнейджъри; „Ню Йорк Таймс“ характеризира играта ѝ във филма като „покъртителна“. За Уотсън голяма част от хумора във филма се ражда от напрежението между тримата главни герои. Номинирана за три награди в Огненият бокал, Уотсън печели бронзова награда „Ото“. По-късно същата година Уотсън става най-младият човек на корицата на списание Teen Vogue. През 2006 Уотсън играе като Хърмаяни в Кралската чанта, специален мини-епизод на Хари Потър по случай 80-ия рожден ден на кралица Елизабет II.
Петият филм за Хари Потър „Хари Потър и Орденът на феникса“ излиза през 2007 г. Филмът постига огромен финансов успех още в първия уикенд след премиерата, достигайки печалби над 332,7 милиона долара. Уотсън печели националната филмова награда за най-добро женско представяне във филм. С нарастването на популярността на Уотсън, Рупърт Гринт и Даниел Радклиф, тримата са поканени да оставят своите отпечатъци пред Китайския театър на Грауман в Холивуд на 9 юли 2007.
Въпреки успеха на Орденът на феникса, бъдещето на Хари Потър е поставено под съмнение, тъй като главните актьори се колебаят да продължат договорите си за последните два филма. В крайна сметка Радклиф подписва договор за последните два филма на 2 март 2007, но Уотсън е значително по-колеблива. Тя обяснява, че решението ѝ е много важно, защото договорът я обвързва за още 4 години до края на последния филм, но в крайна сметка признава, че „никога не може да „остави“ ролята на Хърмаяни да си отиде“, подписвайки за ролята на 23 март 2007. За завършване на последните филми, заплащането на Уотсън се удвоило до 2 милиона паунда на филм; тя стига до заключението, че „накрая плюсовете надделяват над минусите“. Началото на заснемането на шестия филм започва в края на 2007, като частите на Уотсън се заснемат от 18 декември до 17 май 2008.
Премиерата на „Хари Потър и Нечистокръвния принц“ се отлага от ноември 2008 за 15 юли 2009. По това време главните актьори са в края на пубертета си, а критиците ги определят като останалите актьори в поредицата, които Los Angeles Times ги описва като „подробен наръчник на съвременни британски актьори“. Вашингтон Поуст описва ролята ѝ във филма като „най-очарователната роля до днешна дата“, докато The Daily Telegraph описва главните актьори като „пълнолетни и изпълнени с енергия, готови да дадат всичко, което имат за останалите части до края на поредицата“.
Уотсън записва последния филм от сериите на Хари Потър, Хари Потър и Даровете на Смъртта, като снимките започват на 18 февруари 2009, и завършват на 12 юни 2010. Поради финансови причини и проблеми със сценария, оригиналната книга е разделена на два филма. Хари Потър и Даровете на Смъртта: Първа част излиза през ноември 2010, а Хари Потър и Даровете на Смъртта: Втора част излиза през юли 2011.

### Други филми
Първата роля на Уотсън извън Хари Потър е филма на BBC от 2007 Балетни обувки, адаптация по едноименната книга на Ноел Стрийтфилд. Режисьорът на филма Сандра Голдбахер коментират, че Уотсън е „перфектна“ за главната роля на начинаещата актриса Паулин Фосил. Филмът е излъчен във Великобритания по време на Боксинг дей 2007 с публика от 5.7 милиона души, въпреки лошите коментари. Уотсън също озвучава ролята на Принцеса Грах в анимационния филм Легендата за Десперо, комедия за деца с участието на Матю Бродерик. Легендата за Десперо излиза през декември 2008 с печалби от 87 милиона долара по целия свят. През декември 2008, Уотсън казва, че иска да отиде в университет след като приключи със снимките за Хари Потър. И през 2012 играе като Сам в, Предимствата да бъдеш аутсайдер, и си партнира с актьора Логан Лерман.

## Филмография
| Година | Заглавие на български                              | Оригинално заглавие                               | Роля                | Режисьор          | Бележки |
| ------ | -------------------------------------------------- | ------------------------------------------------- | ------------------- | ----------------- | ------- |
| 2001   | „Хари Потър и Философският камък“                  | Harry Potter and the Philosopher's Stone          | Хърмаяни Грейнджър  |                   |         |
| 2002   | „Хари Потър и Стаята на тайните“                   | Harry Potter and the Chamber of Secrets           | Хърмаяни Грейнджър  |                   |         |
| 2004   | „Хари Потър и Затворникът от Азкабан“              | Harry Potter and the Prisoner of Azkaban          | Хърмаяни Грейнджър  |                   |         |
| 2005   | „Хари Потър и Огненият бокал“                      | Harry Potter and the Goblet of Fire               | Хърмаяни Грейнджър  |                   |         |
| 2007   | „Хари Потър и Орденът на феникса“                  | Harry Potter and the Order of the Phoenix         | Хърмаяни Грейнджър  |                   |         |
| 2007   | „Балетни обувки“                                   | Ballet Shoes                                      | Полин Фосил         | телевизионен филм |         |
| 2008   | „Легендата за Десперо“                             | The Tale of Despereaux                            | принцеса Пиа (глас) | анимационен филм  |         |
| 2009   | „Хари Потър и Нечистокръвния принц“                | Harry Potter and the Half-Blood Prince            | Хърмаяни Грейнджър  |                   |         |
| 2010   | „Хари Потър и Даровете на Смъртта: Първа част“     | Harry Potter and the Deathly Hallows – Part 1     | Хърмаяни Грейнджър  |                   |         |
| 2011   | „Хари Потър и Даровете на Смъртта: Втора част“     | Harry Potter and the Deathly Hallows – Part 2     | Хърмаяни Грейнджър  |                   |         |
| 2011   | „Моята седмица с Мерилин“                          | My Week with Marilyn                              | Луси                |                   |         |
| 2012   | „Предимствата да бъдеш аутсайдер“                  | The Perks of Being a Wallflower                   | Сам                 |                   |         |
| 2013   | „Това е краят“                                     | This Is the End                                   | себе си             |                   |         |
| 2013   | „Блясък“                                           | The Bling Ring                                    | Ники Мур            |                   |         |
| 2014   | „Ной“                                              | Noah                                              | Ила                 |                   |         |
| 2015   | „Колонията“                                        | Colonia                                           | Лена                |                   |         |
| 2015   | „Регресия“                                         | Regression                                        | Анджела Грей        |                   |         |
| 2017   |                                                    | The Circle                                        | Мей Холанд          |                   |         |
| 2017   | „Красавицата и звярът“                             | Beauty and the Beast                              | Бел                 |                   |         |
| 2022   | „Хари Потър 20-годишнината - Завръщане в Хогуортс“ | Harry Potter 20th Anniversary: Return to Hogwarts | Себе си             | документален филм |         |